# Ivor Montagu
Ivor Goldsmid Samuel Montagu (* 23. April 1904 in London; † 5. November 1984 in London) war ein englischer Filmemacher, Filmeditor, Filmproduzent, Filmkritiker, Tischtennisspieler und linker Politiker.
Von 1926 bis 1967 war er Präsident des Tischtennisweltverbandes ITTF.

## Leben
Montagu studierte Botanik und Zoologie am Royal Science College, später Zoologie am King’s College in Cambridge, das er mit einem Masters Degree abschloss. Als linker Politiker und Aktivist gehörte er zunächst der British Socialist Party an und später bis zu seinem Lebensende der Communist Party of Great Britain. 1927 heiratete der Bankierssohn Ivor Montagu die Schreibkraft Eileen Hellstern, die Tochter eines Schuhmachers, heimlich in London.
Ivor Montagu verstarb am 5. November 1984, einen Monat nach dem Ableben seiner Ehefrau.
Sein Bruder Ewen Montagu war Richter und Autor.

## Film
Montagu gründete 1925 zusammen mit Sidney Bernstein die London Film Society, einen der ersten Filmclubs, die unter anderem Independentfilme  zeigten und Filme aus dem Ausland importierten. Während dieser Zeit begann Montagu auch selbst Kurzfilme zu drehen, die er selbst produzierte, dabei die Regie führte sowie den Schnitt übernahm. Zum Teil schrieb er die Drehbücher zu seinen eigenen Filmen. Als Filmkritiker veröffentlichte Montagu seine Beiträge unter anderen im Observer.
Seine politische Tätigkeit führte zur Bekanntschaft mit Sergei Eisenstein, mit dem ihn eine lebenslange Freundschaft verband. Mit Eisenstein reiste Montagu durch Europa und später bis nach Hollywood. Seine Erlebnisse auf dieser Reise schilderte Montagu in dem Buch With Eisenstein in Hollywood.
Montagu, der später während des Spanischen Bürgerkriegs in Spanien Propagandafilme für die Republikaner drehte, produzierte und arbeitete Ende der 1920er-Jahre (als Filmeditor) und Mitte der 1930er (als Produzent) mit dem jungen Alfred Hitchcock zusammen. 1926 entstand Hitchcocks erster Thriller Der Mieter, der erst nach Montagus Nachbearbeitung den Segen des Verleihers erhielt und somit Hitchcocks Ruhm begründen half.
1934 produzierte er den Dokumentarfilm über den ersten Flug über den Mount Everest (Wings Over Everest), der 1936 als bester Kurzfilm einen Oscar gewann. 1935 bzw. 1936 war Montagu Produzent der Hitchcock-Thriller Die 39 Stufen, Geheimagent und Sabotage. 1948 schrieb er das Drehbuch zu Scotts letzte Fahrt, das auf den Tagebüchern des Antarktisforscher Robert Falcon Scott basiert. Montagu, der am 1. Mai 1959 in Moskau mit dem Internationalen Lenin-Friedenspreis ausgezeichnet wurde, begann Ende der 1950er-Jahre für das Fernsehen zu arbeiten. Zuvor schrieb er 1956 das Drehbuch für Terence Fishers Gerichtsfilm The Last Man to Hang.

## Tischtennis
Ivor Montagu war der dritte und jüngste Sohn von Louis Montagu, 2. Baron Swaythling, eines Finanzmannes, und dessen Ehefrau Lady Gladys Goldsmid Montagu Swaythling (1879–1965), die bei der Tischtennisweltmeisterschaft 1926 den Mannschaftspokal spendierte, der in der Folge den Namen Swaythling Cup erhielt.
Ivor Montagu, der selbst ein Spitzenspieler dieser Sportart war, organisierte diese WM 1926. Er gründete 1926 die English Table Tennis Association, dessen Vorsitzender er bis 1966 war. Im gleichen Jahr war er Mitbegründer des Weltverbandes ITTF und wurde deren erster Präsident. Dabei war es ihm ein Anliegen, alle Tischtennisverbände als gleichberechtigt einzustufen. Das Präsidentenamt hatte er bis 1967 inne. In dieser Zeit erhöhte sich die Anzahl der Mitglieder von 4 auf 160 Nationen. Sein Nachfolger war Roy Evans.
Bekannt waren seine Bücher Table Tennis Today (1924) und Table Tennis (1936). 1970 schrieb er eine Autobiographie The Youngest Son.

## Filmografie (Auswahl)
Als Filmeditor
- 1927: Der Mieter (The Lodger)
- 1928: Leichtlebig (Easy Virtue)

Als Regisseur
- 1928: Blue Bottles (Kurzfilm)
- 1929: The Storming of La Sarraz
- 1934: Wings Over Everest (Kurzfilm)
- 1946: Man: One Family (Kurzfilm)

Als Produzent
- 1935: The Passing of the Third Floor Back (Produktionsleitung)
- 1935: Die 39 Stufen (The 39 Steps, Associate Producer)
- 1936: Geheimagent (Secret Agent, Associate Producer)
- 1936: Sabotage (Sabotage)

Als Drehbuchautor
- 1948: Scotts letzte Fahrt (Scott of the Antarctic)
- 1956: The Last Man to Hang

## Veröffentlichungen
- Table Tennis Today, 1924
- Table Tennis, 1936
- The Youngest Son, Lawrence and Wishart, London, 1970, ISBN 0-85315-208-X